# 頂山
頂山，是台灣台北市士林區溪山里與新北市萬里區溪底里交界處一座頂部較為平坦的山峰，位於陽明山國家公園範圍內，標高768公尺。頂山東側為瑪鋉溪上游溪谷，西側為內雙溪上游溪谷。

## 登山步道
頂山與北北西側的石梯嶺皆位於風擎步道（風櫃嘴—擎天崗）上，分別位於兩端點起約三分之一處。該步道是陽明山東西大縱走（陽明山十連峰）開頭部分，也是臺北大縱走第三段（小油坑服務站—風櫃口）的後半部。步道全程6.6公里，每0.2公里設有雙面里程碑。:199
頂山山頭上立有「陽」字拓印柱，與十連峰的其他山頭拓印柱刻字共同組成一句「陽明山東西大縱走活動」。